# 摩天樓 (2015年電影)
是一部2015年英國反烏托邦奇幻政治驚悚劇情片，由班·懷特利執導和剪輯。主演是湯姆·希德斯頓、傑瑞米·艾朗、席安娜·米勒、路克·伊凡斯和伊莉莎白·摩斯。電影改編自英國作家J·G·巴拉德撰寫的1975年同名小說。由傑瑞米·湯瑪士的製片公司Recorded Picture Company製作。
本片於2015年9月的多倫多國際影展上全球首映，並在第63屆聖塞瓦斯蒂安國際電影節上作歐洲地區的首映。該片定於2016年3月18日在英國正式上映。2016年5月13日在美國有限上映。

## 故事大綱
在英國1970年代，人類為解決社會問題，設計了一棟自給自足的摩天樓。住戶每天辦派對狂歡，酒是唯一貨幣、性則是解決紛擾的萬靈丹。新入住的羅伯萊恩醫生成了大家最好奇的名人，然而看似和樂的生活暗地卻逐漸崩壞，而羅伯也捲入紛爭之中……

## 演員
- 湯姆·希德斯頓 飾演 Dr. Robert Laing
- 傑瑞米·艾朗 飾演 Anthony Royal
- 席安娜·米勒 飾演 Charlotte Melville
- 路克·伊凡斯 飾演 Richard Wilder[7]
- 伊莉莎白·摩斯 飾演 Helen Wilder[8]
- 詹姆斯·柏爾福 飾演 John Pangbourne[7]
- 彼得·費迪南（英语：Peter Ferdinando） 飾演 Paul Cosgrove[8]
- 里斯·謝爾史密斯 飾演 Nathan Steele[8]
- 席安娜·蓋蘿莉 飾演 Ann Sheridan[9]
- 丹·倫頓·斯金納（英语：Dan Renton Skinner） 飾演 Simmons[8]
- 奧古斯塔·普魯 飾演 Munrow[10]
- 史黛西·馬汀 飾演 Faye[11]
- 凱莉·霍威 飾演 Ann Royal
- 安佐·席倫提（英语：Enzo Cilenti） 飾演 Adrian Talbot
- Louis Suc 飾演 Toby Melville
- Bill Paterson（英语：Bill Paterson (actor)） 飾演 Mercer
- 托比·威廉斯（英语：Toby Williams (comedian)） 飾演 Bobby
- 茱莉亞·迪金（英语：Julia Deakin） 飾演 Jean

## 榮譽
| 獎項           | 日期          | 類別       | 得獎人        | 結果 |
| -------------- | ------------- | ---------- | ------------- | ---- |
| 英國獨立電影獎 | 2015年12月6日 | 最佳男主角 | 湯姆·希德斯頓 | 提名 |
| 英國獨立電影獎 | 2015年12月6日 | 最佳女主角 | 席安娜·米勒   | 提名 |
| 英國獨立電影獎 | 2015年12月6日 | 最佳男配角 | 路克·伊凡斯   | 提名 |
| 英國獨立電影獎 | 2015年12月6日 | 最佳編劇   | 艾美·江普     | 提名 |

## 外部連結
- Box Office Mojo上《摩天樓》的資料（英文）
- 互联网电影数据库（IMDb）上《High-Rise》的资料（英文）
- 開眼電影網上《摩天樓》的資料（繁體中文）
- Yahoo奇摩電影上《摩天樓》的資料（繁體中文）